# Pascale Osterwalder
Pascale Osterwalder (* 1979 im Kanton Appenzell Ausserrhoden, Schweiz) ist eine Schweizer Illustratorin, Animationskünstlerin und Visuelle Gestalterin.

## Leben
Pascale Osterwalder absolvierte die Hochschule für Gestaltung und Kunst Zürich. Nach einem Studienaufenthalt in New York übersiedelte sie 2008 nach Wien, wo sie seither lebt und arbeitet. Von 2011 bis 2012 und von 2014 bis 2015 unterrichtete sie das Fach Künstlerische Praxis und Animation an der Akademie der bildenden Künste Wien am Institut für künstlerisches Lehramt.
Pascale Osterwalder arbeitet multimedial. Sie illustriert, schafft Trickfilme und schreibt Erzählungen. Die Künstlerin zeichnet immer wieder Alltagsgegenstände und denkt sich Geschichten dazu aus. Unter dem Titel Daily Soap erschienen ihre Seifenspendercomics von 2020 bis 2023 wöchentlich im Falter. 2021 wurde das Buch Daily Soap – Aus dem Leben eines Seifenspenders im Luftschacht Verlag herausgegeben und im gleichen Jahr unter dem Titel All I ever had went down the drain im Verlag Everyedition. 2023 veröffentlichte sie das Kinderbuch Grigor & Tolja.
Für das Online-Spiel Data Dealer schuf Osterwalder die Illustrationen und die Charaktere.
2006 wurde Pascale Osterwalder für ihre Arbeit Wolfsspur mit dem Eidgenössischen Preis für Design und mit dem DNS Award ausgezeichnet. Für die Geschichte Grigor & Troja erhielt sie 2017 eine Förderung vom Amt für Kultur Appenzell Ausserrhoden.

## Filme (Auswahl)
- 2007 Fox & Bear: The Cupcake, The Mudcake, The Race, By Your Side
- 2009 Moritat vom Kriegsminister Theodor Graf Baillet de Latour,[7]
- 2010 Trickplattform #11, Asifa Austria, Wien

## Ausstellungen und Lesungen (Auswahl)
- 2006 european way(s) of life, Young Talents of Tommorrow, Nantes, Frankreich, (Ausstellungsbeteiligung)
- 2007 Juriert–Prämiert, im Rahmen des Eidgenössischen Preises für Design, Museum für Gestaltung Zürich, (Ausstellungsbeteiligung)
- 2007 Release, the:artist:network, New York, (Ausstellungsbeteiligung)
- 2013 Data Dealer, Spiele der Stadt, Wien Museum (Ausstellungsbeteiligung)
- 2022 Daily Soap, Lesung und Workshop, Europäische Literaturtage Krems
- 2022 The Invisible, Nextcomic-Festival Linz Sichtbar – Unsichtbar, (Ausstellungsbeteiligung)[8]
- 2022 Prähistorische Seifenspender, Die Kunstschaffenden, Linz
- 2023 Das Käsebrot, Lesung auf der Buch Wien[9]

## Auszeichnungen
- 2006 Eidgenössischer Preis für Design für die Arbeit Wolfsspur
- 2009 Werkbeitrag der Ausserrhodischen Kulturstiftung[10]
- 2017 Förderpreis des Amtes für Kultur Appenzell Ausserrhoden für Grigor & Tolja

## Publikationen (Auswahl)
Text und Illustration
- Daily Soap. Aus dem Leben eines Seifenspenders, Graphic Novel, Luftschacht Verlag, Wien, 2021, ISBN 978-3-903081-88-8
- All I ever had went down the drain, Verlag Everyedition, Zürich, 2021
- Das Käsebrot, Kinderbuch, Luftschacht Verlag, Wien, 2023, ISBN 978-3-903422-41-4

Illustration
- Kill me right now., Essay von Simon Stone, Illustrationen von Pascale Osterwalder[11]